# Marco Marazzoli

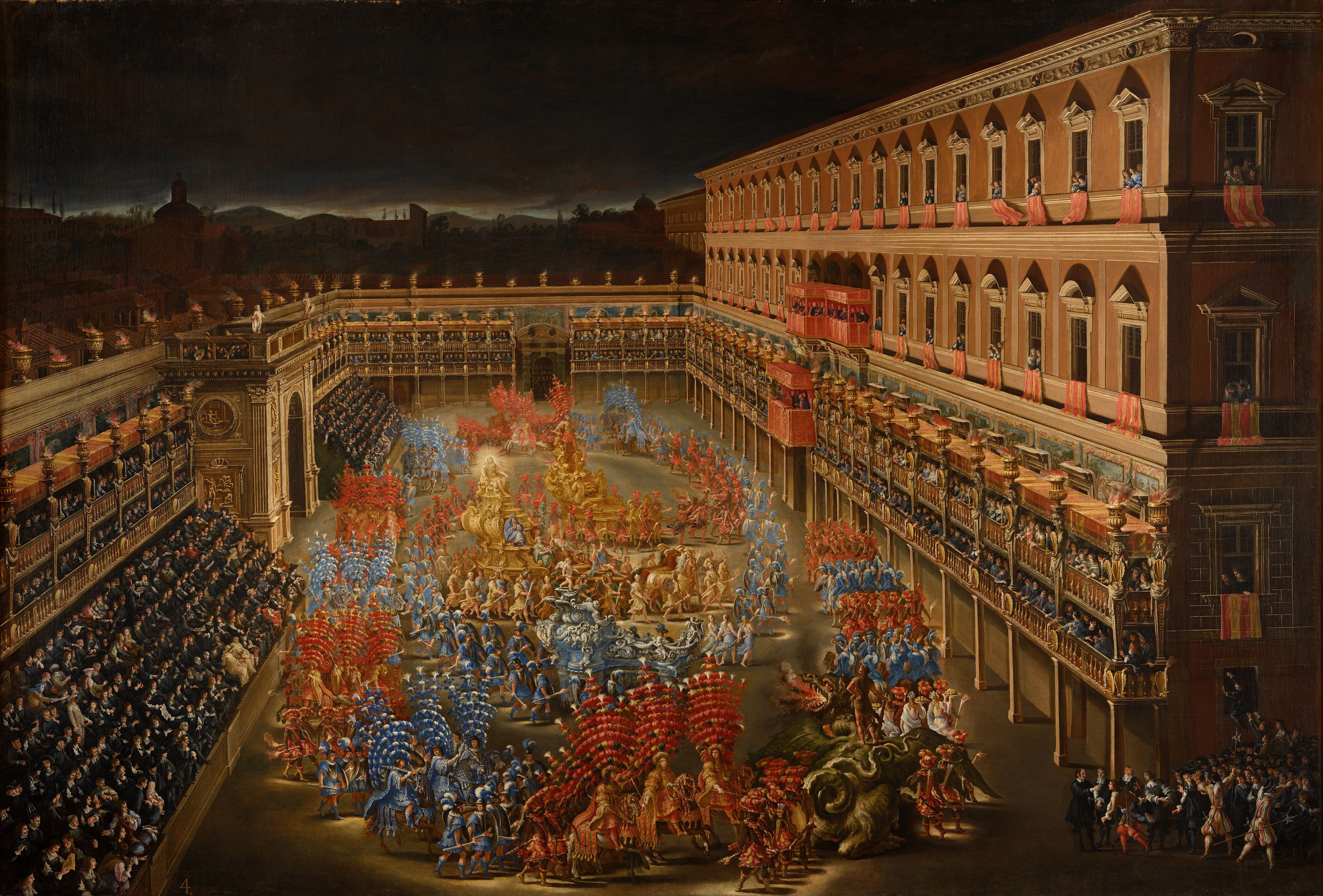
Célébrations pour Christine de Suède au Palais Barberini en 1656 pour lesquelles Marazzoli a composé la musique.

Marco Marazzoli, né vers 1602 à Parme, mort le 26 janvier 1662 à Rome, est un  prêtre, compositeur, chanteur et harpiste italien.

## Biographie
Après des études musicales approfondies dans une maîtrise d'église à Parme, Marazzoli s’installa en 1626 à Rome, où il devint musicien chantre dès 1637, dans le pupitre des ténors du chœur d'adultes de la chapelle papale (tout d'abord comme surnuméraire jusqu'en 1640). La même année 1637 il était entré au service du cardinal Antonio Barberini, en tant qu'aiutante di camera (auxiliaire pour la musique de la chambre). Il fut un harpiste de renom, à tel point qu’il fut surnommé « Marco de la harpe » (Marco dell'arpa).
En 1637, il obtient la charge de valet de chambre au service de la maison Barberini et entre donc au service de cette maison princière.
Dans ces années, Marazzoli a composé la musique pour le ballet La pazzia d’Orlando, l’opéra Chi soffre speri, en collaboration avec Virgilio Mazzocchi.
En 1654, il a collaboré avec Antonio Maria Abbatini pour réaliser Dal male il bene et, l’année suivante, Le armi e gli amori.
Il a également composé des opéras qui sont des comédies pour le carnaval, et des oratorios (Risurrezione et Tommaso).
Marazzoli est mort le lendemain d'un accident qui s'était produit au cours d’une célébration à la chapelle Sixtine.

## Œuvres

### Opéras
- La pazzia d'Orlando (1638, partition perdue)
- La fiera di Farfa (1639)
- L'Amore trionfante dello Sdegno (L'Armida) (1641)
- Gli amori de Giasone e d'Isifile (1642, partition perdue)
- Le pretensioni del Tebro e del Po (1642)
- Il giudito della ragione tra la Beltà e l'Affetto (Il Capriccio) (1643, partition perdue)
- Dal male il bene (1654)
- La Vita humana (1656)
- Le armi e gli amori (1656)

Autres
- Intermède pour les Troades (1640, attribution incertaine)
- Prologue à L'Amour malade de Lully (1657, attribution incertaine)

### Oratorios
(composés entre 1645 et 1653)
en latin
- Erat fames in terra Canaan
- Erat quidam languens Lazarus
- Erat quidem languidus
- Homo erat pater familias
- Venit Jesus in civitatem Samarie
- O mestissime Jesu

en italien
- Per il giorno della resurrezione
- S Tomaso
- S Caterina
- Natale di N.S. (perdu)
- Per ogni tempo (perdu)
- S Giustina di Padova (perdu)
- Ecco il gran rè de regi
- Poiché Maria dal sui virgineo seno
- Qual nume omnipotente che diè leggi
- Udito habbiam Giesù

### Cantates
Marazzoli a composé un grand nombre de cantates, pour un maximum de six voix, avec accompagnement de basse continue.